# Murat Tyleszew
Murat Tyleszew (kaz. Мұрат Тілешев, ur. 18 kwietnia 1980 r. w Taraz) – kazachski piłkarz występujący na pozycji napastnika. Od 2011 roku piłkarz kazachskiego klubu Irtysz Pawłodar. Ma na koncie osiem występów w reprezentacji Kazachstanu, w której debiutował w 2004 roku.